# Bambergova hiša, Ljubljana
Bambergova hiša stoji na vogalu Miklošičeve ceste in Dalmatinove ulice v Ljubljani. 
Izgradnjo je financiral znani slovenski založnik in tiskar Otomar Bamberg (tiskarna Kleinmayr & Bamberg). Po načrtu arhitekta Maksa Fabianija, ki je projektiral tudi bližnji Miklošičev park (tedaj Slovenski trg) in Krisperjevo hišo, je bila Bambergova hiša zgrajena leta 1907 v neobaročnem slogu. 
Fabiani si je pri oblikovanju prizadeval povezati arhitekturo in njeno okolje. Zasnoval jo je v modernističnem slogu. To se vidi v izboru gradiv in stavbnih elementov, med katerimi je še posebej zanimivo borominijevsko čelo stranice ob Dalmatinovi ulici. Na stavbi izstopajo mogočni navpični pasovi v sivem betonskem ometu. Na fasadi so pod nadstreškom vidne keramične reliefne podobe in kiparsko okrasje s figurami tiskarske obrti. So delo avstrijskega kiparja in keramika Huga Franza Kirscha. Nad vhodom iz pročelja stavbe je pomol, nad njim pa balkon.